# Liste der Kulturdenkmäler in Maisborn
In der Liste der Kulturdenkmäler in Maisborn sind alle Kulturdenkmäler der rheinland-pfälzischen Ortsgemeinde Maisborn aufgeführt. Grundlage ist die Denkmalliste des Landes Rheinland-Pfalz (Stand: 27. Oktober 2023).

## Einzeldenkmäler
| Bezeichnung | Lage                                            | Baujahr | Beschreibung                                                                 | Bild            |
| ----------- | ----------------------------------------------- | ------- | ---------------------------------------------------------------------------- | --------------- |
| Römerwall   | nördlich des Ortes; Distrikt Im Herrenwald Lage |         | etwa 800 m langer Wall, möglicherweise Rest einer mittelalterlichen Landwehr | Fotos hochladen |